# Busksnerle
Busksnerle (Convolvulus dorycnium), også skrevet Busk-Snerle, er en løvfældende busk med en opret og tæt forgrenet vækst. 

## Beskrivelse
De ældre grene forvedder helt og bliver stive. Skuddene er tæt behårede og runde i tværsnit. Blade mangler helt eller delvist på de yderste dele af grenene, men hvor de findes, sidder de spredstillet. De er linje-, lancet- eller spatelformede med hel rand. Begge bladsider er grågrønne og hårklædte. 
Blomstringen sker i foråret (afhængigt af voksestedet). Blomsterne sidder enkeltvis i "bladhjørnerne" – også når bladene mangler. De er regelmæssige og 5-tallige med sammenvokset, tragtformet krone. Kronbladene er lyserøde med en tydelig, mørkere rød stribe langs midten. Frugterne er kapsler med få frø.
Rodsystemet består af dybtgående og vidt udbredte rødder.
Højde x bredde og årlig tilvækst: 1,00 x 1,00 m (15 x 15 cm/år). 

## Hjemsted
Arten er udbredt i Nordafrika, Mellemøsten og Grækenland, hvor den vokser på lysåbne steder med en varm, tør og veldrænet jordbund med et højt kalkindhold. 
I steppeområderne ved grænsen mellem Israel og Syrien vokser arten sammen med bl.a. Acanthus syriacus (en art af Akantus), Arrhenatherum palaestinum (en art af draphavre), asfaltkløver, Centaurea damascena (en art af knopurt), Crepis palaestina (en art af høgeskæg), Echinops polyceras (en art af tidselkugle), Euphorbia hierosolymitana (en art af vortemælk), Filago palaestina (en art af museurt), Ononis natrix (en art af krageklo), Onopordun palaestinum (en art af æselfoder), Pimpinella cretica (en art af pimpinelle), Salvia dominica og Salvia judaica (arter af salvie), Scabiosa palaestina (en art af skabiose) og Scorzonera judaica (en art af skorzoner)
| Portal | Portal:Botanik |

## Note
1. ↑  Peter Martin Rhind: Plant Formations in the East Mediterranean BioProvince Arkiveret 5. marts 2016 hos  Wayback Machine (engelsk)